# St. Mariä Himmelfahrt (Kelmis)

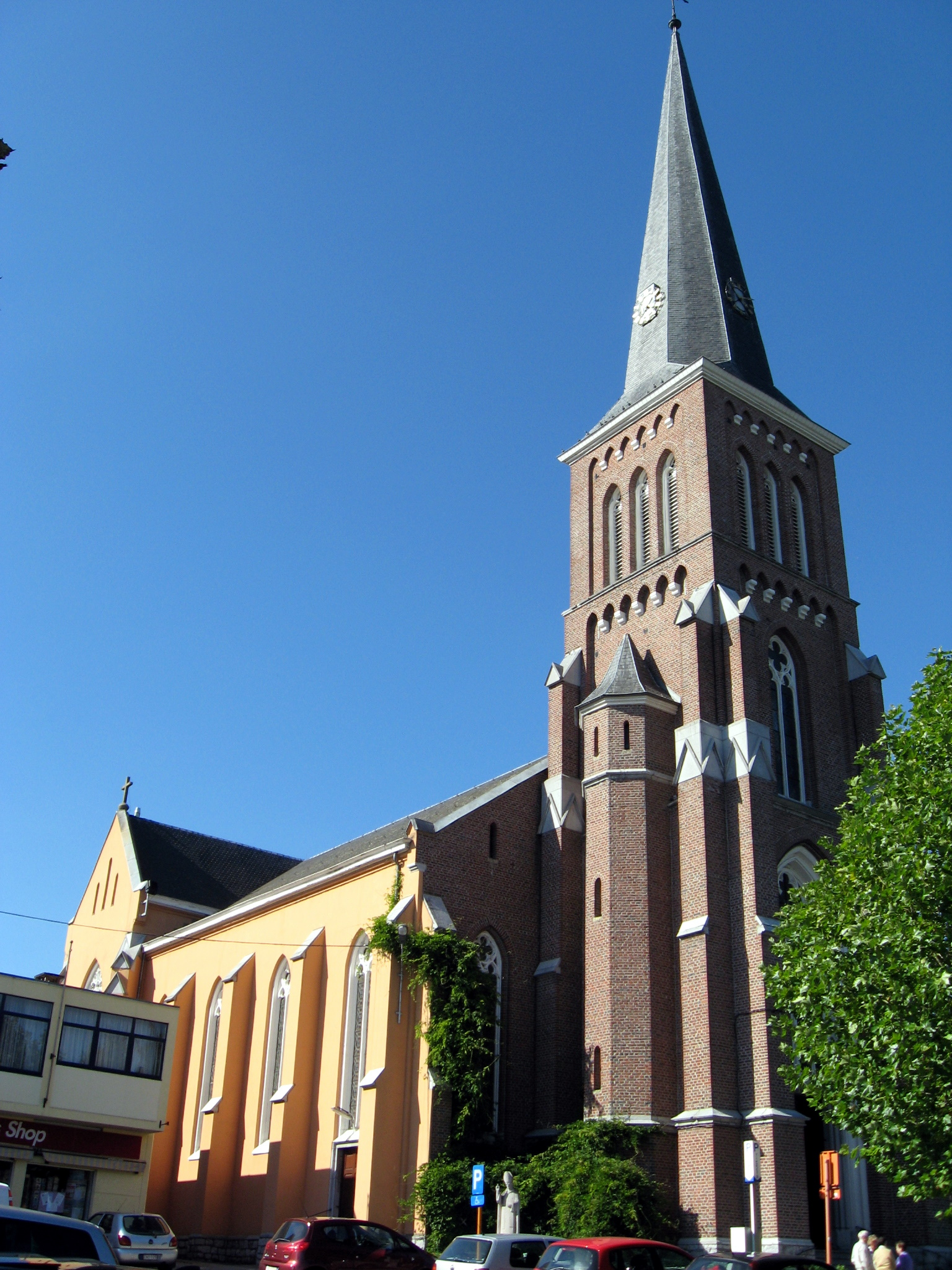
St. Mariä Himmelfahrt

St. Mariä Himmelfahrt (niederländisch Maria-Hemelvaartkerk Kelmis; französisch Notre-Dame de l’Assomption (La Calamine)) ist eine römisch-katholische Pfarrkirche in der Ortschaft Kelmis im Norden der Deutschsprachigen Gemeinschaft Belgiens.

## Geschichte

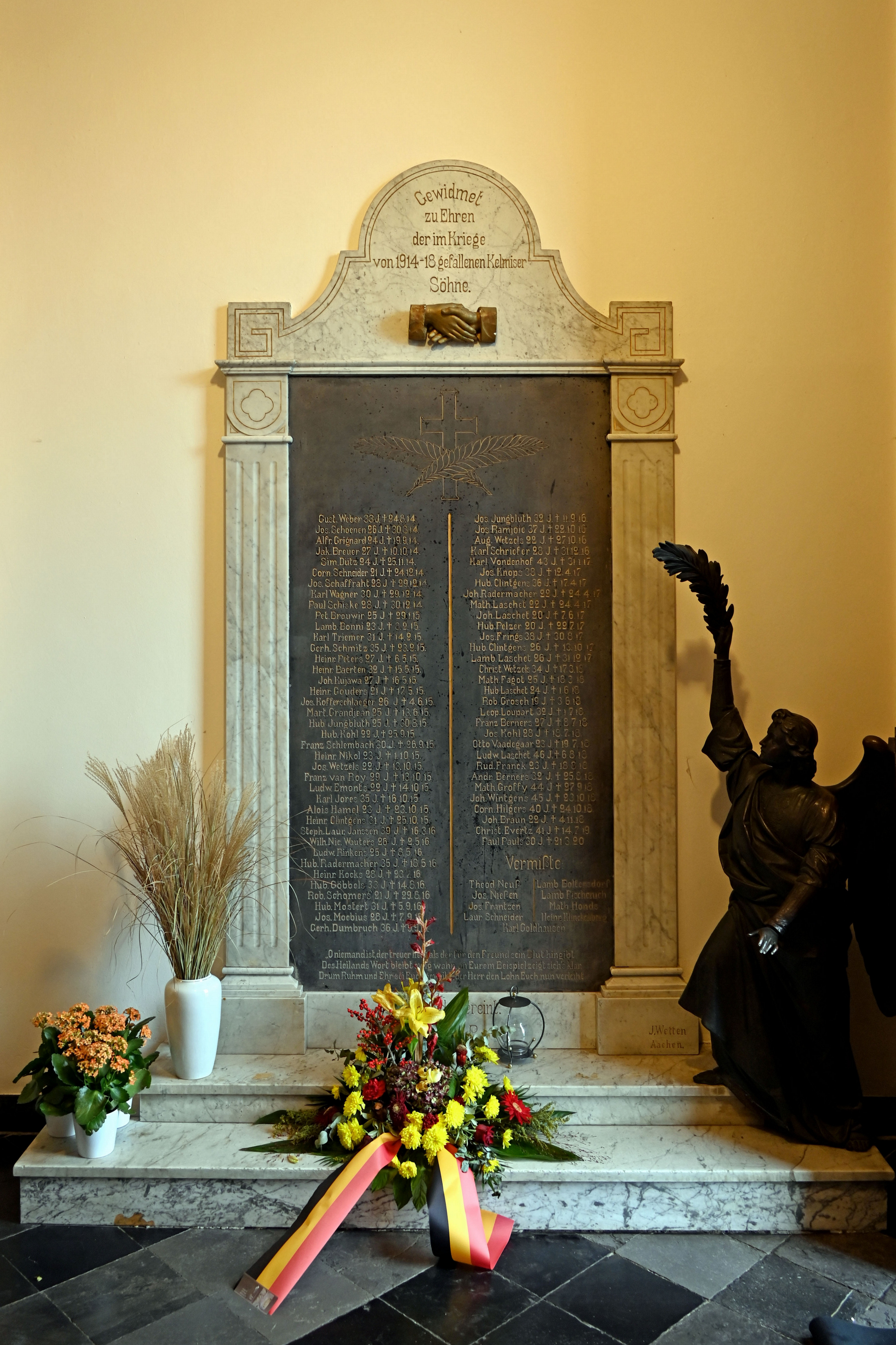
Gedenktafel

Die Kirche wurde in neugotischer Backsteinbauweise errichtet. Das belgische Zinkwerk Vieille Montagne sowie die belgische und die preußische Regierung leisteten die hierzu nötigen finanziellen Hilfen. Nach einer Bauzeit von zwei Jahren fand die Kirchweihe am 3. Oktober 1865 statt.
Der ehemalige Hauptaltar, dessen Mittelkonsole heute als Tabernakel dient, stammt aus dem Jahr 1867. 1869 wurden das Chorgestühl und zehn Jahre später der Kreuzweg errichtet. Die Glocken kamen 1870 hinzu.
Eine Gedenktafel im Vorbau des Hauptportals enthält die Namen belgischer und deutscher Soldaten der Ortschaft, die während des Ersten Weltkrieges an beiden Fronten gefallen sind.

## Altäre und Figuren
Von den beiden Seitenaltären ist der linke der Muttergottes mit dem Jesuskind gewidmet. An den Wänden neben den Seitenaltären befinden sich Statuen verschiedener biblischer Gestalten, u. a. Jesus Christus sowie der Heilige Petrus. Im hinteren Teil der Kirche ist eine lebensgroße Pietà dargestellt. Die kniende trauernde Muttergottes hält die Hand ihres verstorbenen Sohnes.
Alle Darstellungen sind mit neugotischen Elementen umgeben und mit kräftigen Farben bemalt.

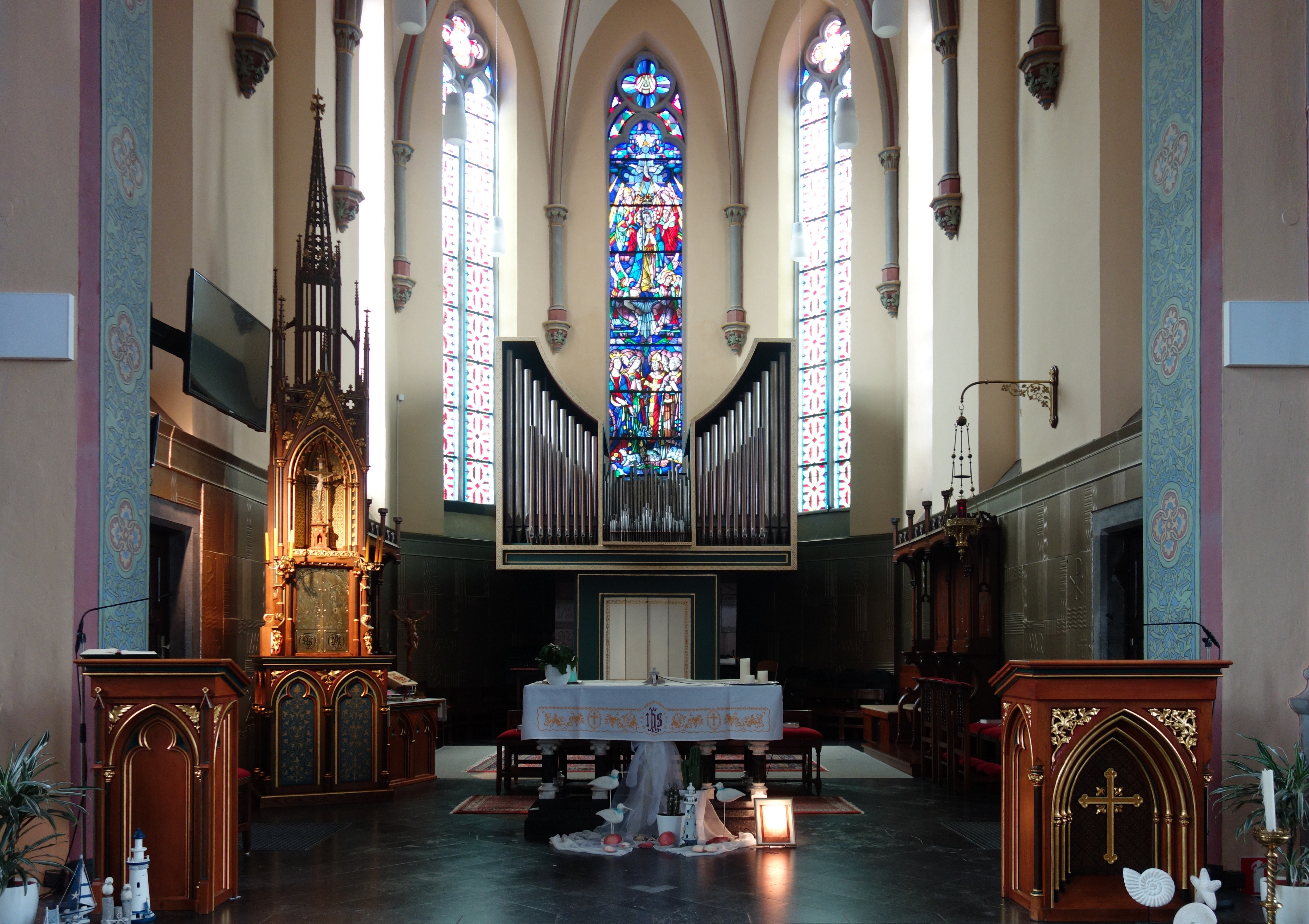
Heutiger Hauptaltar mit Schumacher-Orgel
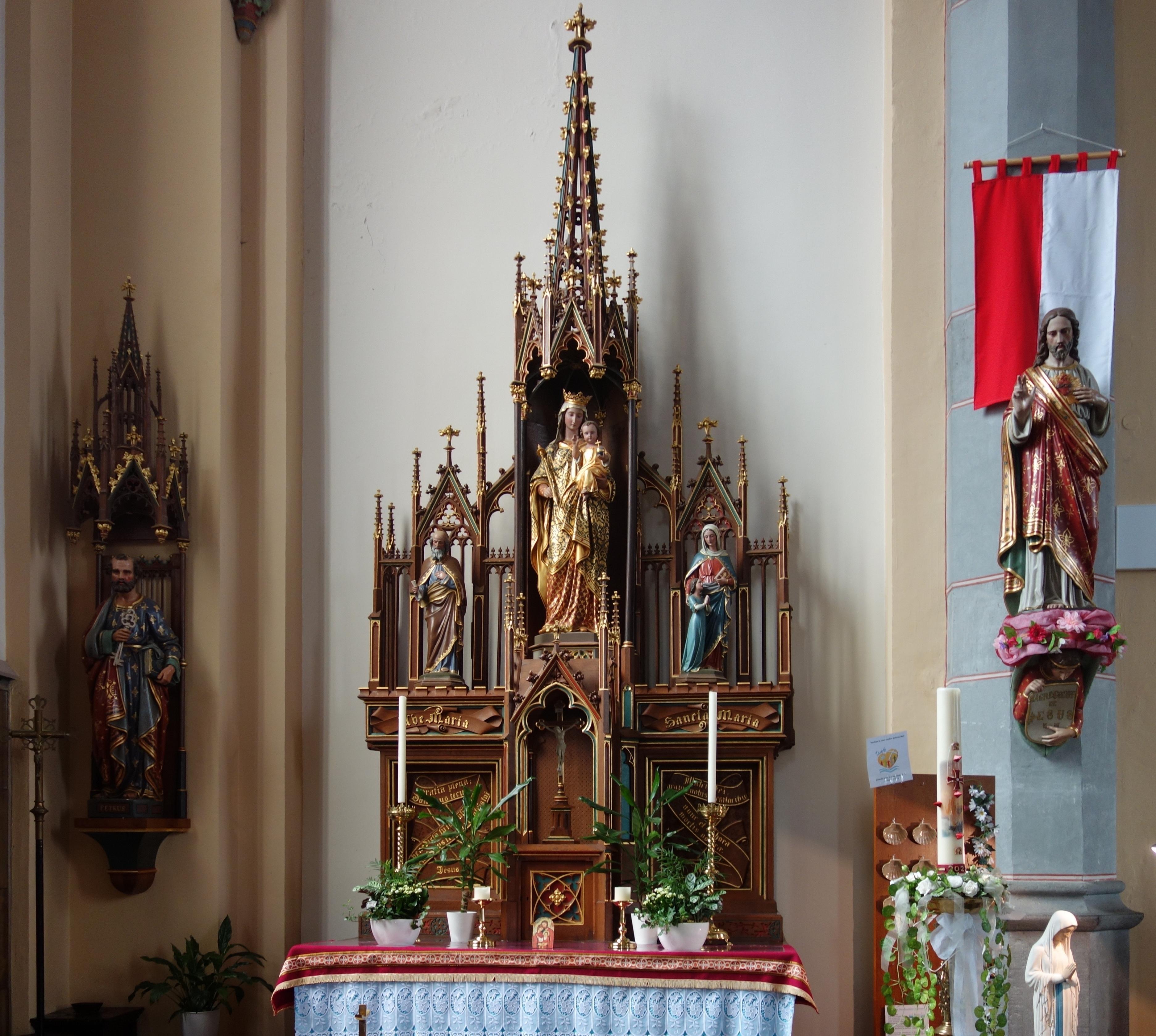
Linker Seitenaltar
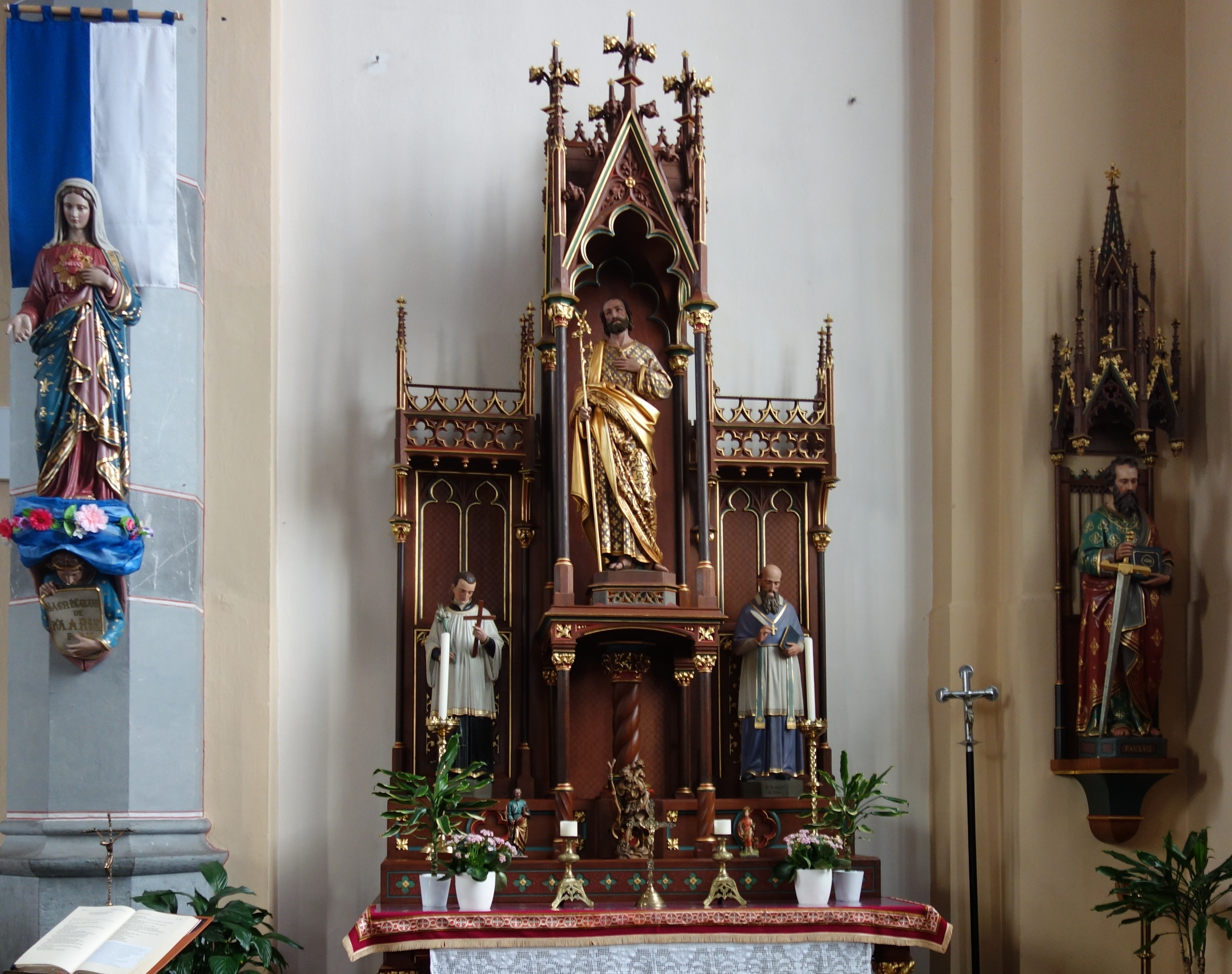
Rechter Seitenaltar
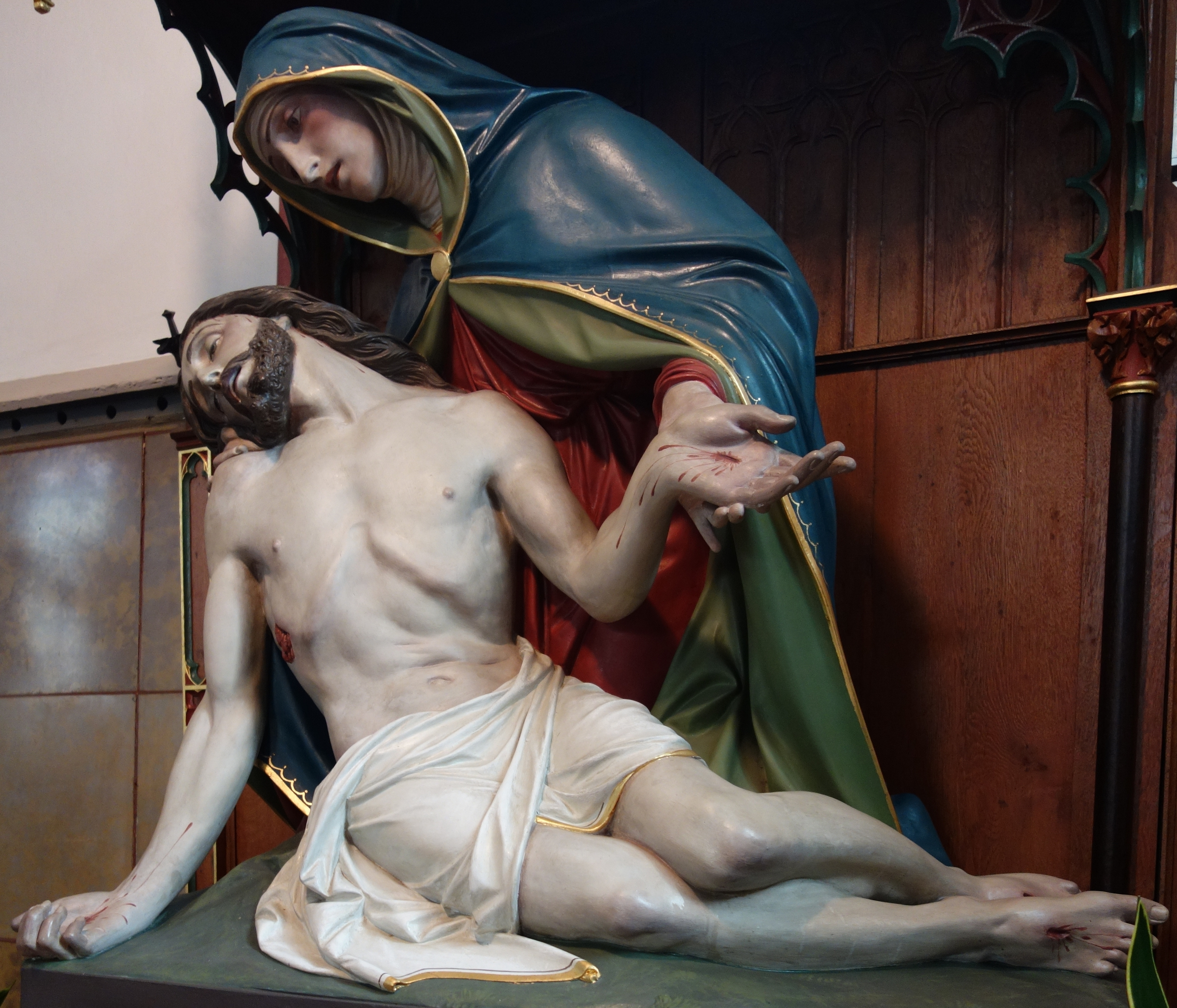
Pieta

## Orgel
Die Orgel im Chor über dem Hauptaltar stammt aus den Jahren 1968/1998 und wurde von Stephan Schumacher und seinem Sohn Guido Schumacher erbaut. Ursprünglich war ein Brustwerk vorhanden, welches später zum Hinterwerk ausgebaut wurde. Architektonisch markant sind die beiden weit ausschwingenden symmetrischen Seitenfelder und die freie Aufstellung der Orgelpfeifen im mittleren Teil.